# Max Mandusic
Max Mandusic (* 12. Juni 1998 in Triest) ist ein italienischer Leichtathlet, der sich auf den Stabhochsprung spezialisiert hat.

## Sportliche Laufbahn
Erste internationale Erfahrungen sammelte Max Mandusic im Jahr 2015, als er bei den Jugendweltmeisterschaften in Cali mit übersprungenen 4,90 m in der Qualifikationsrunde ausschied. 2017 belegte er bei den U20-Europameisterschaften in Grosseto mit 4,90 m den zehnten Platz und im Jahr darauf gelangte er bei den U23-Mittelmeer-Meisterschaften in Jesolo mit 5,20 m auf Rang sechs. 2019 brachte er bei den U23-Europameisterschaften in Gävle in der Vorrunde keinen gültigen Versuch zustande. 2022 startete er bei den Mittelmeerspielen in Oran und klassierte sich dort mit einer Höhe von 5,30 m auf Rang sechs.
In den Jahren 2019, 2020 und 2022 wurde Mandusic italienischer Meister im Stabhochsprung im Freien sowie 2020 und 2021 in der Halle.

## Persönliche Bestleistungen
- Stabhochsprung: 5,61 m, 24. Mai 2022 in Castelporziano
  - Stabhochsprung (Halle): 5,55 m, 31. Januar 2021 in Ancona